# Nationalpark Mae Wa

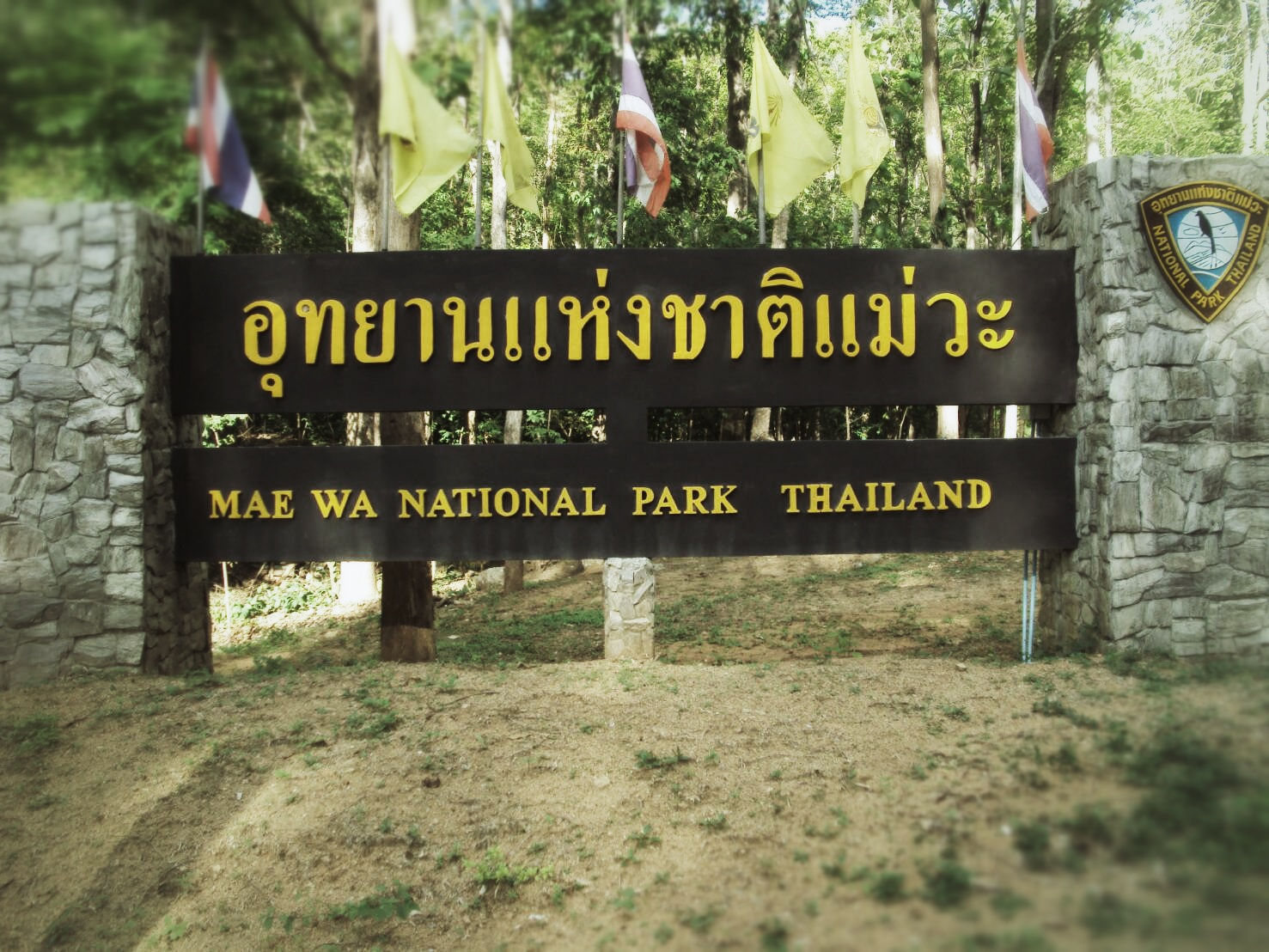
Nationalpark Mae Wa

Der Nationalpark Mae Wa (Thai:อุทยานแห่งชาติแม่วะ) ist ein Nationalpark in Thailand. Er liegt in der Nordwestregion des Landes.

## Geschichte
Der Mae Wa wurde am 17. November 2000 zum Nationalpark erklärt.

## Geographie

### Lage
Der Nationalpark Mae Wa liegt in den Provinzen Lampang und Tak. Er umfasst Teile der Landkreise (Amphoe) Mae Phrik, Thoen und Sam Ngao und Ban Tak.
Die Gesamtfläche des Nationalparks ist 587 km².

### Topografie
Das Gebiet des Nationalparks weist eine komplizierte topographische Struktur auf, bedingt durch die hohe und schroffe Gebirgslandschaft im Norden, einer Gebirgskette mit endlosen Ebenen in der Mitte und im Süden des Parks und einem Sandsteingebirge im Westen. Die Höhenunterschiede der Gebirgskette betragen zwischen 300 m und 1027 m.
Die Landschaft weist ausgedehnte Pinienwälder auf, die nicht nur zahlreiche Pflanzen- und Tierarten, sondern auch Naturschönheiten zeigt.

## Klima
Wie in fast allen anderen Landesteilen gibt es auch hier drei Jahreszeiten: die Regen-, Winter- und Sommersaison. Je nach Höhenlage können sich hier unterschiedliche Temperaturen einpendeln. Die Regensaison geht von Mai bis September. Der Sommer beginnt im Februar und endet im Mai.

## Flora und Fauna
Im Mae Wa gibt es eine Vielzahl von Pflanzenarten und Tierarten.

### Pflanzenarten
- Kradon-Baum, Careya sphaerica aus der Familie der Topffruchtbaumgewächse
- Kiefern wie Pinus merkusii und Pinus kesiya
- Afzelia xylocarpa aus der Familie der Hülsenfrüchtler
- Shorea obtusa aus Familie der Flügelfruchtgewächse

### Tierarten
- Indochinesischer Tiger, (Panthera tigris corbetti)
- Kragenbär, (Ursus thibetanus)

## Sehenswürdigkeiten
- Mae-Wa-Wasserfall (น้ำตกแม่วะ)
- Nam-Pha-Pha-Ngam-Höhle (ถ้ำน้ำผ่าผางาม)
- Phra-Chedi-Höhle (ถ้ำพระเจดีย์)